# Paweł Wołoszyn
Paweł Wołoszyn (biał. Павал Валошын; ur. 28 czerwca 1891 w Harkawiczach, zm. 1937 w Sandarmoch) – białoruski działacz polityczny, w latach 1923–1927 poseł na Sejm I kadencji. 

## Życiorys
Po ukończeniu szkoły podstawowej pracował na poczcie jako telegrafista. W latach 1913–1917 odbywał służbę w wojsku rosyjskim. Później został eserowcem (członkiem Partii Socjalistów Rewolucjonistów), następnie wybrał Białoruską Partię Socjaldemokratyczną. 
W latach 1923–1927 sprawował mandat posła na Sejm  wybrano go z listy Bloku Mniejszości Narodowych. Wszedł do sejmu na miejsce posła Kalinowskiego, którego mandat unieważniono. Współzałożyciel (1925) i członek KC Białoruskiej Włościańsko-Robotniczej Hromady i jej aktywista, zdobył popularność jako mówca wiecowy. Od 1926 równolegle członek Komunistycznej Partii Zachodniej Białorusi. W 1927 został aresztowany i skazany w procesie Hromady na 12 lat więzienia. W drodze wymiany więźniów politycznych od 1932 w ZSRR, aresztowany w 1933. W 1937 rozstrzelany na uroczysku Sandarmoch w Karelii.